# (495297) 2013 TJ159
(495297) 2013 TJ159 est un objet transneptunien, en résonance 3:7 avec Neptune,  d'environ 200 km de diamètre.